# ليلى تانلار
ليلي تانلار (13 ديسمبر 1997) ممثلة تركية ولدت في اسطنبول، عرفت بدور جانسو في المسلسل التركي حطام.

## مشوارها الفني
كانت بالمرحلة الابتدائية في مدرسة سيسلي تيراككى اما في المرحلة الثانوية كانت في المدرسة الثانوية الايطالية.
تخرجت ليلي تانلار من Liceo Italiano IMI وهي تدرس “قسم الإعلام والفنون البصرية” في جامعة Koc. كما أنها تدرس برنامجًا صغيرًا بعنوان “علم الآثار وفن التاريخ” في جامعة كوك، وهي الآن تقيم في لوس انجلوس – الولايات المتحدة.
قامت بالعديد من الادوار في مسرحيات للاطفال وهي صغيرة وعندما كبرت اخذت دروس في التمثيل في Akademi 35Buçuk كما حضرت ورش العمل التمثيلية لجامعة كاليفورنيا في لوس أنجلوس (UCLA).
بدأت حياتها الفنية في عام 2014 وذلك من خلال الظهور في المسلسل التليفزيونى حطام وكانت في سن السادسة عشر من عمرها.
اشاد بدورها الكثير وقد حصلت بعدها علي جائزة الممثل الواعد من جامعة جليسيم، بعد ذلك ظهرت بدور في المسلسل التلفزيوني تل الصقر، وقامت أيضا بالاشتراك في ثلاث مسرحيات تليفزيونية.
في عام 2018 قامت باداء الشخصية الرئيسية لـ Esleme في المسلسل التلفزيوني الدرامي التاريخي التركي “فاتح” ، الذي تم بثه على شبكة Kanal D Network.
بعد اشتراكها في مجموعة أعمال الي ان قامت بدور البطولة في عام 2019 من خلال المسلسل التليفزيوني فرحات إيل شيرين.

### اعمالها
- 2014-2017 حطام
- 2018 الفاتح
- 2018 تل الصقر
- 2019 فرحات إيل شيرين
- 2022 الهروب

## ليلى تانلار في حطام
يعتبر هذا المسلسل نقطة تحول في حياتها الفنية وواحد من انجح الأعمال الدرامية التركية وحقق نسب مشاهدة عالية في تركيا واستطاعت ليلي رغم صعوبة الدور ان تثبت موهبتها في التمثيل وحصلت بعدها علي جائزة أفضل ممثلة صاعدة وتم دبلجته بالعربية تحت اسم عشق ودموع.

## حياتها الخاصة
والدتها تركية اسمها ميرال تانلار و والدها جيم تانلار من اغنى رجال الاعمال في تركيا وكانت جدتها من والدها من عائلة المشرقيين الذين هاجروا من إيطاليا الي الإمبراطورية العثمانية في القرن التاسع عشر وهي ممثلة ايطالية تحمل الجنسية التركية و الايطالية ولديها اخ واحد وهو ليفين تانلار. ارتبطت ب طارق امير تيكين وكانوا اصدقاء منذ الطفولة ولكن تم الانفصال بينهم، وهي مرتبطة الآن بالممثل بوراك دكاك.